# Šime Ivić
Šime Ivić (* 21. Januar 1993 in Split, Kroatien) ist ein kroatischer Handballspieler, der zumeist als rechter Rückraumspieler eingesetzt wird.

## Karriere
Šime Ivić begann seine Profikarriere beim kroatischen Verein RK NEXE Našice. 2014 wechselte der 1,95 m große Linkshänder zum slowenischen Rekordmeister RK Celje, mit dem er 2015 Meister und Pokalsieger wurde sowie erste internationale Erfahrung in der EHF Champions League sammeln konnte. Ab Januar 2016 war er bis zum Saisonende für den französischen Verein HBC Nantes aktiv. In der Starligue warf er 31 Tore in zwölf Spielen. Im EHF-Pokal 2015/16 unterlag er im Finale Frisch Auf Göppingen. Die folgenden beiden Spielzeiten verbrachte der Kroate beim polnischen Klub Wisła Płock, mit dem er zweimal Vizemeister wurde. Mit 60 Toren war er bester Torschütze der Polen in der EHF Champions League 2016/17. In der Saison 2018/19 spielte Ivić für den belarussischen Verein Brest GK Meschkow, wo er erneut Meister wurde. Seit 2019 spielt der Rückraumspieler für den deutschen Bundesligisten HC Erlangen, für den er in seiner ersten Saison in 27 Spielen 111 Treffer erzielen konnte. Zur Saison 2021/22 wechselte er zum Ligakonkurrenten SC DHfK Leipzig. Seit Sommer 2023 läuft er für den französischen Erstligisten Pays d’Aix UC auf. Seit November 2024 spielt er auf Leihbasis für Limoges Handball.
Für die Kroatische Nationalmannschaft hat Šime Ivić bisher 16 Länderspiele bestritten, in denen er 17 Tore erzielte. Er stand im vorläufigen Aufgebot zur Weltmeisterschaft 2021.

## Erfolge
- mit RK Celje
  - Slowenischer Meister 2015
  - Slowenischer Pokalsieger 2015

- mit Brest GK Meschkow
  - Belarussischer Meister 2019